# ドクタークイン 大西部の女医物語
『ドクタークイン 大西部の女医物語』（ドクタークイン だいせいぶのじょいものがたり）は、アメリカCBSネットワークが1993年から1998年にかけて全140回に亘り米国内で放映したテレビドラマ。原題『Dr. Quinn, Medicine Woman』。

## 概要
日本ではNHKが1993年〜2000年にかけて、中断や再放送を挟みながら放送した。ただし、日本国内での放映時間の45分に合わせるためにカットされたシーンもあるほか、長時間のエピソードは2回に分けるなどしており、放映されたエピソードの順番はCBSとは大きく異なる。例えばシーズン1の最終話は米国では#18Portraitsだったが、日本では#18Portraits→#17The Secretになっており、17話と18話が入れ替わっている。シーズン2以降ではさらにその傾向が顕著である。
2008年4月からはチャンネル銀河でシーズン1から放送された。NHK放送時と同じく、第6シーズンの最終話まで完全に放送されたことはない。日本では2009年4月にNHK放送時の吹替えを収録したシーズン1のDVD-BOXが発売された。シーズン2以降についても順次発売されている。米国ではシーズン1〜6と映画2話を含めたDVD42枚組のメガコンプリートBOXも存在する。
第1シーズンのパイロット版2話が便宜上、第1話、第2話となっており、レギュラー放送化の第3話以降では一部役者が変更となっている。主要キャストでは「よろず屋ローレン」「床屋ジェーク」「鍛冶職人ロバート・E」が交替した。1998年5月に第6シリーズ最終回が米国で放映され、その4ヶ月後の1998年9月より第７シリーズの放映が予定されていた。しかしCBSが放映契約を打ち切ったため第7シリーズは幻となった。撮影されたエピソードがあるかどうかは不明である。
2021年2月からはAXNにてシーズン1から2話連続で平日早朝に放送されている。NHK放送時と同様、第3シーズンまでの予定である。

## あらすじ
時代は19世紀後半、主人公はアメリカのコロラド州の町、コロラドスプリングスで開業医をする女性。医師公募に応じて大都会のボストンから田舎町に移住する。到着早々ある事件がきっかけで亡くなった友人の3人の子供を引き取ることになる。当時では珍しい女医であることと、田舎では社会的地位の低い未婚の独身女性ということで好奇と偏見の目にさらされるが、持ち前の行動力と意志の強さではねのけ、子供達とともに力強く生きていく。
シリーズを通して、ミケーラとサリーの恋愛関係の進展と子供たちの成長を扱った。個々のストーリーでは、西部の田舎町の庶民の暮らし、女医・未婚女性への偏見、黒人差別、原住民であるシャイアン族に対する迫害、女性達の自立、開発による自然破壊など多種多様に亘るテーマを扱った。

## 主な登場人物

### ミケーラの家族
ミケーラ（マイク）・クイン
演 - ジェーン・シーモア、日本語吹替 - 范文雀
美貌を兼ね備えた主人公であり職業は女医。1833年2月15日、アイルランド系の裕福な家庭で医師であるジョセフとエリザベスの夫婦の五女としてボストンで生まれた。医師の資格をとった後、父親のパートナーとして共に診療に当たっていたが、父親が亡くなった事で患者達は去ってしまう。女医への偏見に失望し、新天地を求めてコロラド・スプリングスへ単身移住、開業する。募集広告を出した町の牧師はMichelという男性の医者を期待していたが、女医の来訪に驚いた（電報係がMichel.Aだと思ってミドルネームを省略した）。ここでも女医への偏見で当初患者は来なかったが、時折訪れる患者に的確で誠意ある処置を施し、徐々に人々の信頼を得て行く。初めて町に来た日から親身になって世話をしてくれたシャーロットが急死、残された3人の子供たちを引き取る事になる。子育てどころか料理さえ経験がなく、初めは戸惑うばかりだったが、やがて子供たちとは強い絆で結ばれ、家族として互いに支え合う存在に。町の住人から「マイク先生（ドクターマイク）」と呼ばれることが多く、ミケーラという女性らしい名前で呼ばれることは少ない。意思が強く指図される事を嫌う。曲がったことは大嫌いで真っすぐな性格故に時に高飛車にも見える態度をとってしまうため町の人々と何度も衝突を起こすが、人々も次第にミケーラの意見を尊重するようになる。ただし恋には奥手で35歳の誕生日を迎えても独身だったために子供達から心配された。移住直後、家を貸してくれたサリーとは紆余曲折ありながらも確かな愛を育み、第3シーズンで結婚の後、娘のケイティを出産する。
ジョセフ・クイン
演 - ジョン・クラーク
ミケーラの父。パイロット版前編の冒頭はボストンでの彼の葬儀の場面から始まる。生まれた四人の子が全て女子だったため、五人目こそ絶対に男子が生まれると信じ、マイケル（Michael）という名を用意していた。しかし、生まれた子は女子だったため、末尾にaをつけてミケーラ（Michaela）と名付けた。
エリザベス・クイン
演 - ジェーン・ワイマン（第1シーズンのみ）、ジョーガン・ジョンソン（第2シーズンより）、日本語吹替 - 中西妙子
ミケーラの母。西部の田舎町で働くミケーラを心配し、何度かボストンから訪れる。未婚のまま3人の子を引き取ったミケーラと意見の相違で対立するが、結局は診療所開設のための資金＄1,500をミケーラに与えた。コリーンの大人への変化に気付きそれをフォローする優しい一面も。コリーンには自身が祖母から譲り受け大切にしてきた手鏡とブラシを譲り情の深さを見せた。また、ブライアンを実の孫のように可愛がっている。伝統的価値観から抜け出せない良妻賢母タイプであり、ミケーラ曰く、互いに深い愛情を持っているにもかかわらず間近にいると衝突してしまい、我慢できなくなるという事である。
レベッカ・クイン
演 - エリノア・ドナヒュー、日本語吹替 - 矢野陽子
ミケーラの姉。長女であり周囲に気を配る優しい女性で、ミケーラの生き方にも理解を示す。しかし妹マージョリーとの言い争いの中で、ずっと抑えて来た心の葛藤を口にした。
マージョリー・クイン
演 - アーレイ・ミルズ、日本語吹替 - 吉田理保子、横尾まり（123話のみ）
ミケーラの姉。不幸な結婚生活を送る陰気な皮肉屋だったが、離婚後、女性解放運動に目覚め、見違えるほど活発な女性になる。ミケーラ訪問の際、ジェークに思いを寄せられる。美しい巻き毛を娘時代のミケーラに羨ましがられていた。
セオドア・クイン
演 - デヴィッド・オグデン・スティアーズ、日本語吹替 - 富田耕生
ミケーラの叔父。ミケーラの名付け親。有名な音楽家。死んだ息子に似たブライアンにボストンでのピアノレッスンをもちかける。

### サリーの家族
バイロン・サリー
演 - ジョー・ランドー、日本語吹替 - 谷口節
ミケーラの恋人であり劇中で夫となるハンサムガイ。ミケーラの一番の理解者であり良きパートナー。やや無愛想だが情に厚い。アメリカへ渡る移民船で生まれ、十歳の時に両親を相次いで失う。自身は白人でありながら町の周辺で暮らすシャイアン族インディアンとの親交から、狩猟、大工など数多くの技能や知識に長けている。特にトマホーク（斧）投げを得意としており、劇中何度も仲間達の危機を救った。兄を落馬で失ったために乗馬を苦手としていたが、必死の訓練によりそれを克服。シーズン1の#7Father's Dayで乗馬の訓練に励むシーンが数回ある。馬に乗れたおかげで結果的に悪党を捕まえることができた。オオカミ「ウルフ」を連れ歩き、インディアン風の変わった身なりで家も捨てていた事から、鍛冶屋ロバート・E以外の町の住人とは疎遠だったが、やがてミケーラ一家を通じて住人たちとも交流を持つようになる。しかし亡き妻・アビゲイルの父であるローレンには憎まれていた。実はアビゲイルが18歳の時、ローレンの反対を押し切って結婚したのだが、彼女が出産で娘共々亡くなったため、ローレンはサリーが娘を奪い、死なせたと言って彼を責め続けているのだった。
年齢は不詳だが、シーズン2の#E11Crossing the Lineで「59年の夏、君くらいの歳に」とマシューに語っており、マシューは17歳であることから、1842年頃の生まれであると推察される。ミケーラより9歳前後年下であろう。
当初はミケーラに恋心を抱きつつも、亡き妻アビゲイルへの想いも断ち切れずにいた。シーズン1の#6The Healingでは亡きアビゲイルの墓参りをするサリーの姿を見る事ができる。しばらくミケーラ一家と家族のように接しながらも父親になる躊躇いもあり一定の距離をおいていた。しかしその後訪れた数々の困難をミケーラと共に乗り越えていった結果、二人の愛情が深まりミケーラとめでたく結ばれた。マシュー、コリーン、ブライアンの“キッズ”達からの信頼も絶大である。第3シーズンで結婚後も物語は続いて行く。また、バイロンという名を恥じており、名前を名乗りたがらず、妻になったミケーラからも苗字で呼ばれ続けている。
アビゲイル・サリー
演 - ミーガン・ギャリバン、日本語吹替 - 滝沢ロコ
故人。サリーの元妻でありローレンの娘にあたる。自身が18歳の時にサリーと結婚しており、シーズン1の#14Rite of Passageのワンシーンでサリー自ら、彼女が18歳の時に結婚したと言っている。出産の際に子供と共に死去。サリーはシーズン1の#4The Visitorでミケーラの母に向かって「もしもその時ミケーラがこの町に居たら彼女も子も死なずに助かっていたでしょう」と述べている。ミケーラは常に彼女の存在を意識しており、彼女の亡霊に苦しめられた時、「私はずっとあなたと比べられ続ける」と胸の内を吐露した。

### クーパー家
マシュー・クーパー
演 - チャド・アレン、日本語吹替 - 真殿光昭
ミケーラに引き取られた三人の子のうちの長男。カンザス州生まれ。第1シーズン時16歳。正義感が強く真面目、やや頑固で直情的なところがある。恋人イングリットの事でミケーラに反抗し家から出ていくが、サリーの勧めでシャイアン族の「探求」の秘儀を行い、精神的に自立する。この時からシャイアン族のアミュレットを首にかけるようになる。後に町の保安官になり、法を守る立場からサリーと激しく対立するなどの経験を経て男として成長する。最愛のイングリッドを失い錯乱したが立ち直り、その後 酒場で働くエマと出会い相思相愛になるが、彼女の夢を応援し別れる。
コリーン・クーパー
演 - エリカ・フローレス（〜第3シリーズ）、ジェシカ・ボウマン（第3シリーズ〜）、日本語吹替 - 折笠愛
長女。マシューの妹・ブライアンの姉にあたる。カンザス州生まれ。第1シーズン時12歳。ミケーラの姿を見て女医を志し、診療所では助手を務める。シーズン1の#15Heroesで新聞小説のヒーローに憧れを抱き、馬車の下敷きになりそうな危機から救ってくれたサリーに恋心を抱いた事も。多感な年頃であり、友人関係や恋愛、体のことで悩むが、ミケーラと女同士共感し語り合い成長して行く。第5シリーズからは医学を学ぶためデンバーへ。最終回アンドルーと結婚する。
ブライアン・クーパー
演 - ショーン・トゥーベイ、日本語吹替 - 小桜エツ子
一家の末っ子。コロラド・スプリングス生まれ。第1シーズン時7歳。シャイアン、つまりサリーに憧れており彼らの居留地へ1人で向かい山中で遭難してしまうほど好奇心旺盛で純真な子供。パイロット版後編で家出し行方不明になるが、結果的にその出来事がミケーラと3人の距離を縮めさせることとなった。シーズン1の#16The Operationで、好奇心ゆえ鳥の様に飛べると信じ木から転落して頭を打ち失明はおろか生命の危機を迎えたが、ミケーラが経験のない脳手術を成功させ、危機を脱した。よろず屋のローレンとは親友。甘いものが大好き。素直で優しい子だが、やがて性に目覚めたり反抗期を迎えたりでミケーラを慌てさせる。後にドロシーの新聞社を手伝うようになる。
シャーロット・クーパー
演 - ダイアン・ラッド、日本語吹替 - 沢田敏子
三人の子供達の産みの親。自身が16歳の時に結婚したと、シーズン1の#14Rite of Passageのワンシーンでコリーンが発言している。三人を出産後しばらくイーサンと農場を経営していたが、イーサンが家族を捨てて姿を消したため、幼い三人を女手ひとつで育てて来た。その後は町で宿屋兼産婆を営んでいた。ミケーラに深い理解を示すが、パイロット版前編の最後で不慮の毒蛇事故によって死亡。死の間際に遺言として三人の子供をミケーラに託しており、3人の子とミケーラの物語のすべてはここから始まった。死後経営していた宿屋は銀行から差し押さえられるが、入院施設の無い町で唯一多くの部屋数を確保できるため、ミケーラが＄1,500で買い取り町の診療所兼病院となった。シーズン2の#027"A Christmas Tale"では亡霊として再登場、子供たちを育ててくれているミケーラに感謝し、彼女を過去・現在・未来へと導く。
イーサン・クーパー
演 - ベン・マーフィー、日本語吹替 - 小林修
三人の子供の父。家族を捨てて放浪中。シャーロットの死後に突然町に現れては問題を起こし、やがて再婚相手の女性の財産をマシューら三人の子供に相続させて我が物にしようと、子供の親権をミケーラと争う。

### ローレンの家族
ローレン・ブレイ
演 - オーソン・ビーン（第3話から）、日本語吹替 - 阪脩
よろず屋の店主。ジェーク、ハンクらとよくつるんでいる。守銭奴的な面があり、サリーが懸賞金のかかったお尋ね者になった時には、捕まえようと銃を手に取った事も。高齢であることもあり保守的な思想を持ち、ミケーラの先進的な考えに難色を示すことが多い。亡き娘であるアビゲイルと結婚していたサリーは義理の息子にあたる。最愛の娘アビゲイルを失ったためにサリーを認めていなかったが後に和解。ハーモニカが得意。
モード・ブレイ
演 - バーナ・ブルーム、日本語吹替 - 竹口安芸子
第1シリーズ（パイロット版）に登場。ローレンの妻。心臓発作の持病がある。ローレンが女医を受け入れないため治療ができず、心臓発作で死亡。
オリーブ・デービス
演 - ゲイル・ストリックランド、日本語吹替 - 麻生美代子
第1シリーズ（第3回から）に登場。ローレンの妹。シャーロットの親友。牛飼いの仕事をしている。町の掟に厳しくしばしばミケーラと対立するものの情に厚い一面も。町で初めて出来た学校の教師の代行も務めた。グレースを料理人として雇い、町のダンスホールも主催した。飼っていた牛を遺産として雇っていたマシューに残した。
ドロシー・ジェニングス
演 - バーバラ・バブコック、日本語吹替 - 谷育子
第2シリーズより登場。ローレンの義妹。夫の虐待から逃げコロラド・スプリングスへ訪れる。夫殺しを疑われるが無罪を証明され、以後町の住人となる。ミケーラとは親友同士になり、先輩の女性として良き相談相手となる。やがて乳がんを患い、乳房を切除する手術を迫られた時はミケーラも共に悩んだ。ローレンの店を手伝うが、後に小さな新聞社を設立する。ローレン、ジェークに思いを寄せられるが、最後はクラウド・ダンシングを愛するようになる。

### コロラド・スプリングスの住人
ジェーク・スリッカー
演 - コルム・ミーニー（パイロット版）、ジム・ノベロッチ（第3話から）、日本語吹替 - 若本規夫
床屋の店主。ミケーラが来るまで町の医師代わりでもあった。町で行われる草競馬やダンスパーティーなどの行事では常に司会役を務める。幼少の頃に両親が失踪、その孤独からか屈折した性格を持つ。強がりな一面の割に臆病で白目を剥いて気絶することもある。アルコール中毒になった時、ミケーラに愛の告白をした。読み書きがあまりできないことにコンプレックスがあり、アルコール依存症だったがミケーラや町の人々の協力で徐々に克服し、後に選挙で町長になる。ドロシーに思いを寄せた事もあったが、第6シリーズでモラレスと結婚。
レギュラー放送化からジェーク役を務めたジム・ノベロッチは当番組企画と制作総指揮を担当した女性脚本家ベス・サリバンの実の夫だった。
ハンク・ローソン
演 - ウィリアム・ショックリー、日本語吹替 - 立木文彦
酒場で売春宿のサルーンの店主。乱暴で野蛮な性格でミケーラと対立する事も多い。美貌のミケーラに興味を持ったが性格に嫌気がさし諦める。他界した最愛の女性との間に生まれた一人息子（隠し子）が居る。粗暴な性格だが町のために立ち上がる粋な一面もあり、ミケーラが暴漢に銃で撃たれた時は真っ先に駆け付け救助した。
雇っている娼婦のマイラを愛していたが、彼女はホレスを愛しており、二人の婚約パーティーに泥酔して乱入する。トマホークを持っていなかったサリーが投げた丸太が頭に当たった事が原因で倒れ、昏睡状態に。手術をしたミケーラとは直前に「お前に何がわかる、男も知らねえくせに」と激しい諍いを起こしていたのだが、意識を取り戻した時ミケーラの名を呼び、手を取った彼女と心が通い合う。
ホレス・ビング
演 - フランク・コリソン、日本語吹替 - 幹本雄之
郵便局の電報係。気は弱いが優しい男。恋心を抱く酒場の娼婦マイラを巡りハンクと争うが度々返り討ちに遭う。自身を看病してくれた事をきっかけに結婚に反対していた母親の許しが出、マイラと結ばれる。娘も生まれるが、子育てをしながら仕事を持ったマイラに驚くほど頑固な性格を見せ、やがて別居してしまう。鉄道開通後は駅長を兼任する。
マイラ
演 - ヘレネ・ウディ、日本語吹替 - さとうあい
ハンクの酒場サルーンで働く心優しい娼婦。店を辞めホレスと結婚、娘のサマンサをもうけるが、プレストンの銀行に雇われた事から夫婦関係にひびが入り始め、別居のちに離婚。
ロバート・E
演 - ヘンリー・G・サンダース（第3話から）、日本語吹替 - 麦人
鍛冶職人の黒人。劇中設定では奴隷制は廃止されている時代で、逃亡奴隷だった過去があり胸には奴隷時代に受けた多くのムチの傷を持つ。名字がEと1文字だけなのは奴隷時代の名残。子供がいたが、暗い過去故それを話したがらない。逆境に負けない忍耐力を持つ。ミケーラの二番目の患者。理不尽な度重なる侮辱にも我慢を貫いていたが、最愛のグレースを守るために1度だけハンクを殴り倒した事がある。
グレース
演 - ジョネル・アレン、日本語吹替 - 弥永和子
ロバート・Eの恋人。料理の上手な黒人女性。町に定住後、手作りのお菓子が評判となり広場を利用してレストランを開く。歌も得意であり、ミケーラに頼まれて人々を励ますために賛美歌を歌う事も。第2シリーズでロバート・Eと結婚する。子供が出来ない事に悩み、やがてアンソニーを養子に迎えるが、彼は不治の病で亡くなる。最終回、コリーンとアンドルーの結婚披露宴の中、ロバート・Eに妊娠を告げる。
ティモシー・ジョンソン牧師
演 - ジェフリー・ロウアー、日本語吹替 - 大塚芳忠
教会の牧師。医師を必要としたため広告を出しミケーラを町に呼んだが、当初女であるミケーラに戸惑う。その後ミケーラの医師としての技術や行動力に理解を示し力を貸すが、牧師としての立場上力になれない事も多い。マシューに頼まれてミケーラと馬車デートに出掛けた事があるが進展せず。元ギャンブラーという過去を持つ。第5シリーズで目の病気にかかり失明する。
イングリッド
演 - ジェニファー・ヤングス、日本語吹替 - 亀井芳子
マシューの恋人。スウェーデンからの移民で、兄弟がいるが食べる物にも困るほど家は貧しい。興奮すると喘息を発症する。マシューとのキスの現場をミケーラに見つかった際、興奮のあまり喘息を患った。第4シリーズ開始間もなく、ブライアンの飼い犬パップに噛まれマシューとの結婚を目前に狂犬病で命を落とす。
プレストン・A・ロッジ三世
演 - ジェーソン・リーランド・アダムス、日本語吹替 - 堀之紀
第4シリーズより登場。ミケーラと同じボストン出身の銀行家で策略家。ボクシングが得意。ミケーラとサリーが新婚旅行から戻る汽車に偶然乗り合わせ町にやって来た。町に銀行を設立するが、高慢かつ酷薄な性格でビジネスあるのみ、町の人々と馴染もうという気など更々無い。その後、温泉療養を売り物にしたリゾートホテルの建設を行いアンドルーを専属医に雇う。最終回で銀行の経営に失敗し町を去る。
アンドルー・クック
演 - ブランドン・ダグラス、日本語吹替 - 柴本浩行
第4シリーズより登場。ミケーラの出産に立ち会うためボストンからやって来た若手医師。産休中のミケーラの代理を務め、後にプレストンのホテルの専属医になる。最終回、恋仲となったコリーンと結婚する。
アンソニー
演 - ブレンデン・ジェファーソン、日本語吹替 - 坂本千夏
第4シリーズより登場。不治の病を患う孤児の黒人少年。ロバート・グレース夫妻の養子になるが、第6シリーズで他界。
エマ
演 - シャーロット・チャットン、日本語吹替 - 紗ゆり
第4シリーズより登場。ハンクの売春宿で働く。マシューと恋に落ちるが、売春婦になったのは自身の希望であると言い、ミケーラを戸惑わせる。裁縫が得意で酒場を辞めてローレンの店で縫子になる。第5シリーズに於いて歌手から専属の衣装担当を依頼され、町を後にする。
テレサ・モラレス
演 - ミシェル・ボニーラ（第5シリーズ）、アレックス・メネセス（第6シリーズ）、日本語吹替 - 弘中くみ子（第5シリーズ）、沢海陽子（第6シリーズ）
メキシコから夫婦で街へやってくるが、夫がクーガーに襲われ亡くなる。新婚早々見知らぬ土地で一人になってしまった彼女に、ミケーラが力になろうと手を差し伸べるが、ぴしゃりと撥ね付けるなど気丈な性格である。生活のため教師の職に着き、のちにジェイクと結婚。

### その他の人々
クラウド・ダンシング
演 - ラリー・セラーズ、日本語吹替 - 中田和宏
白人に友好的なシャイアン族インディアンでありこの物語を象徴する重要なキーパーソン。シャイアン族に伝わる薬草の知識が豊富で、病に冒された瀕死のミケーラを薬草で救った。シーズン1の#3The Epidemicでミケーラの持っていた薬が底をつき、治療の施し様がなくなったが、彼の調合した薬草を飲むことによって他の患者の命までも救われた。ミケーラ曰く「命の恩人」。ミケーラ達の強い味方であり度々窮地を救う。ハンターに半殺しにされたサリーを助けたのも彼だった。シーズン1の#11Running Ghostで瀕死のサリーをミケーラの家まで背負って来た。サリーとは兄弟のように強い友情で結ばれている。仲間に危機が起こった際にはシャイアン族に伝わる祈りを捧げる。
スノーバード
演 - タントゥー・カーディナル、日本語吹替 - 竹口安芸子
クラウド・ダンシングの妻 。居留地を訪れて医療を施すミケーラに感謝し、小柄な駿馬「フラッシュ」を贈る。フラッシュはミケーラの愛馬となり、草競馬で優勝する。インディアンへの暴政に悲憤するミケーラに「いつか多くの季節が過ぎ去った後、私達は互いを怖れず手を取り合える日が来るでしょう」と言って励ますが、後に米軍によるシャイアン族虐殺事件（ウォシタ川の戦い）により死亡する。
ダニエル・サイモン
演 - ジョン・シュナイダー、日本語吹替 - 野島昭生
第5シリーズで登場、第6シリーズより町の住人に。サリーの少年時代からの友人であり、サリーの協力を得て掘り当てた金鉱で儲けた金を半分渡すために町に来たと言うのだが、実はブライアンが窮状を訴える手紙を送っていたのだった。サリーはプライドから受け取りを拒否、やがてミケーラを愛するようになり、それに気づいたサリーは憤り、友情に亀裂が生じる。
なお、演じたジョン・シュナイダーは、シーズン1の#10A Cowboy's Lullabyではダニエルではなくローレンのよろず屋に強盗に入るカウボーイの役を演じている。
キッド・コール
演 - ジョニー・キャッシュ、日本語吹替 - 小林清志
コロラド・スプリングスを訪れたガンマン。町の保安官を務めた事がある。患者の治療を巡りミケーラと対立したヒーラーのシスター・ルースと結婚。後に持病の結核が悪化、妻への愛情から別れようと頑なな態度を取るが、ミケーラ達のとりなしで添い遂げる決意をする。
シビントン大佐
演 - テーラー・ニコルズ（パイロット版）
実在の人物。他の資料ではチビントン大佐と表記されることも。白人が開拓するフロンティアの実現のためならばインディアンを殺す事に何のためらいも持たない思想を持ち、実際に虐殺を行った人物。その考えはおかしいと指摘したミケーラを邪険にする。
カスター将軍
演 - ダレン・ダルトン（第1シリーズ）、ジェーソン・リーランド・アダムス（第2シリーズ〜）、日本語吹替 - 堀之紀
ジョージ・アームストロング・カスターは実在の人物。これも実在のインディアン虐殺者であるチビントン大佐に代わってコロラドに着任。実物と同様にインディアン虐殺を行う。第1シリーズより登場し長らくインディアンやミケーラ達を苦しめ、第3シリーズで出番を終える。
デービッド・ルイス大尉
演 - マックスウェル・コールフィールド、日本語吹替 - 石田太郎
ボストンの医師でミケーラの婚約者。軍医として南北戦争に従軍、戦死した事になっていた。
実は下半身不随と片目失明・失声という重傷を負いながらも命は取り留めていたのだが、別の遺体がデービッド本人のものとしてボストンで葬儀が行われたことを知り、不具になった自分のためにミケーラや家族を苦しめたくないと敢えて戦死した事にし姿を消していたのだった。
しかし、やがて声を取り戻し奇跡的に歩けるようになり、アンドリュー・シュトラウスと名を変えて植物学者になっていたが、コロラドにクインという名の女医がいると風の便りに聞き、堪らずコロラド・スプリングスに向かう。そこで見たものはサリーと共にいるミケーラの幸福そうな姿であった。黙って立ち去ろうとするが、ミケーラに正体を見破られてしまう。
ウィリアム・バーグ
演 - エドワード・アルバート、日本語吹替 - 堀勝之祐
第2シーズンの#023Where The Heart Isに登場。ボストンの医師で、ミケーラの母の主治医の助手だった事から帰省したミケーラに出会う。ミケーラの医学博士としての能力を認め、学会で講演出来るよう尽力する。共に貧しい人々の診療にあたるうちにミケーラに好意を抱き、人生でもパートナーになって欲しいと結婚を申し込む。

## 撮影地
- パラマウント・ランチ Paramount Ranch（カリフォルニア州）

※2018年現在、コロラド・スプリングスの町並み及びミケーラの診療所も健在である。

## 関連商品
- 書籍
  - NHKテレビ版 ドクター・クイン大西部の女医物語 ISBN 476309825X

- DVD（Import）
  - Dr Quinn Medicine Woman: Complete First Season
  - Dr Quinn Medicine Woman: Complete Second Season
  - Dr Quinn Medicine Woman: Complete Third Season
  - Dr Quinn Medicine Woman: Complete Fourth Season
  - Dr Quinn Medicine Woman: Complete Fifth Season
  - Dr Quinn Medicine Woman: Complete Sixth Season
  - Dr Quinn Medicine Woman: Complete Series Mega Set（42枚組）